# Marcello Antony
Marcello Couto Antony de Farias (Rio de Janeiro, 28 de janeiro de 1965) é um ator brasileiro. Com uma carreira repleta de vários sucessos na televisão, no cinema e no teatro, interpretou personagens marcantes, e internacionalmente reconhecidos e premiados.

## Biografia
Carioca, cresceu no Catete, bairro da Zona Sul da cidade do Rio de Janeiro. Tem ascendência italiana e portuguesa. Seus primeiros familiares portugueses chegaram ao Rio de Janeiro, no século XIX. Já seus ascendentes italianos chegaram a Manaus também no século XIX, época áurea da borracha na cidade, depois transferindo-se para o Rio de Janeiro. Oriundo de uma família de classe média, filho mais velho da dona de casa Marilda Couto, e do funcionário público José Roberto Antony de Farias, tendo como irmãos mais jovens Maurício e Márcio. Seu nome foi grafado com dois "l" em homenagem ao ator italiano Marcello Mastroianni. Sobre sua infância, sempre declarou ter sido uma criança superprotegida: "Fui superprotegido. Nos anos 1970, eu achava que o presidente do Brasil era Richard Nixon. Fui criado escutando muito Chico Buarque, "Acorda Amor", "Cálice", músicas que só hoje sei que tinham cunho político. Meus pais eram apolíticos".

## Carreira
Fez um curso de teatro no Casa das Artes de Laranjeiras. Trabalhou como assistente de produção, fotógrafo e técnico de som em shows. Estreou no teatro em 1989. Já na televisão, sua primeira aparição veio a ocorrer somente em 1996. Sua estreia em novelas da Rede Globo, deu-se na primeira fase de O Rei do Gado, como Bruno Berdinazzi, tio do personagem de Antônio Fagundes, que morreu na guerra. Nesse mesmo ano, viveu um dos personagens centrais da novela Salsa e Merengue, o jovem Eugênio, que descobre ser portador de uma grave doença e somente um transplante de medula de alguém da família poderia salva-lo; com isso, seu pai vê-se obrigado a revelar que ele não é seu filho biológico.
Em 1998, despontou em Torre de Babel, como o dependente químico Guilherme Toledo. No ano seguinte, participou da novela Terra Nostra, onde viveu seu primeiro vilão, Marco Antônio.
Em 2001, esteve no elenco da novela Um Anjo Caiu do Céu, como pai de família Maurício, que tem o filho mais velho sequestrado ainda bebê. Depois, voltaria a antagonizar uma novela, em Coração de Estudante, como o professor de caráter duvidoso Leandro.
Em 2003, participou do grande sucesso de Manoel Carlos, Mulheres Apaixonadas, na pele do boa vida Sérgio, um homem bonito e atraente que desperta os ciúmes obsessivos da esposa Helô. Em 2004, atuou na minissérie Um Só Coração, como o sem escrúpulos e mau-caráter  Rodolfo, que desperdiça todo o dinheiro da família Sousa Borba. Num emendo, co-protagonizou a novela Senhora do Destino, em que encarnou o maître Viriato.
Em 2005, contrapondo à sua última atuação em novelas, viveu o diabólico e ambicioso vilão André Santana de Belíssima. Posteriormente, participou da novela Paraíso Tropical. Em 2008, protagonizou o remake de Ciranda de Pedra, novela que marcou seu reencontro em cena com a atriz Ana Paula Arósio, com quem trabalhou em Terra Nostra, há nove anos. Na trama, viveu Daniel, médico de Laura, que sofre de distúrbios emocionais, doença que só agrava com o casamento infeliz que nutre com o poderoso empresário Natércio.
Em 2010, interpretou Gerson, um dos protagonistas de Passione.
Em 2013, volta ao horário nobre, interpretando o bissexual Eron em Amor à Vida.
Em 2017, Marcello interpreta Edgar Gutierrez em Malhação - Viva a Diferença, e participou do longa Pequeno Segredo.
Em 2018, muda-se para Portugal, para se estrear na ficção da TVI, integrando o elenco da novela Valor da Vida, com a personagem Jesus Gonzaga, um neuro-cientista ambicioso e cheio de segundas intenções. Desde então passou a ter apenas trabalhos esporádicos como ator, trabalhando como corretor de imóveis.

## Vida pessoal
Foi casado com a atriz Mônica Torres, adotando seus dois filhos: Francisco e Stephanie. Desde 2010 está casado com a chef Carolina Hollinger Villar, com quem teve seu filho, Lorenzo Villar Antony. Ele é padrasto dos dois filhos de sua esposa, Lucas e Louis, frutos do primeiro casamento dela.

## Filmografia

### Televisão
| Ano  | Título                     | Papel                     | Notas                               |
| ---- | -------------------------- | ------------------------- | ----------------------------------- |
| 1996 | O Rei do Gado              | Bruno Berdinazzi          | Episódios: "17–20 de junho"         |
| 1996 | Salsa e Merengue           | Eugênio Amarante Paes     |                                     |
| 1997 | Conto de Natal             |                           | Especial de fim de ano              |
| 1998 | Você Decide                | Pedro                     | Episódio: "Profissão: Viúva"        |
| 1998 | Você Decide                | Fábio                     | Episódio: "Minhas Caras Amigas"     |
| 1998 | Torre de Babel             | Guilherme Leme Toledo     | Episódios: "25 de maio–15 de julho" |
| 1999 | Terra Nostra               | Marco Antônio Magliano    |                                     |
| 2001 | Um Anjo Caiu do Céu        | Maurício Duarte           |                                     |
| 2002 | Coração de Estudante       | Leandro Junqueira         |                                     |
| 2003 | Mulheres Apaixonadas       | Sérgio Vasconcellos       |                                     |
| 2004 | Um Só Coração              | Rodolfo Sousa Borba       |                                     |
| 2004 | Senhora do Destino         | Viriato Ferreira da Silva |                                     |
| 2005 | Belíssima                  | André Santana             |                                     |
| 2006 | Lu                         | Carlos                    | Especial de fim de ano              |
| 2007 | Paraíso Tropical           | Cássio Gouvêia            |                                     |
| 2008 | Ciranda de Pedra           | Dr. Daniel Freitas        |                                     |
| 2010 | Passione                   | Gerson Gouveia            |                                     |
| 2012 | As Brasileiras             | Edson                     | Episódio: "A Viúva do Maranhão"     |
| 2012 | Fina Estampa               | Dr. Cristiano Veras       | Episódio: "7 de março"              |
| 2013 | Amor à Vida                | Dr. Eron Lira Torgano     |                                     |
| 2017 | Rock Story                 | Jorginho                  | Episódio: "14–23 de janeiro"        |
| 2017 | Malhação: Viva a Diferença | Edgar Gutierrez           | 25.ª temporada de Malhação          |
| 2018 | Valor da Vida              | Jesus Gonzaga             |                                     |
| 2023 | Novela                     | Denis                     |                                     |
| 2023 | Morangos com Açúcar        | Enzo Cavalcante           |                                     |
| 2024 | Da Ponte Pra Lá            | Rubens Bianchi            |                                     |

### Cinema
| Ano  | Título                                   | Papel                 |
| ---- | ---------------------------------------- | --------------------- |
| 1998 | O Dia da Caça                            | Nando                 |
| 1998 | A Casa de Açúcar                         |                       |
| 2001 | O Xangô de Baker Street                  | Marquês de Sales      |
| 2001 | A Partilha                               | Bruno Diegues         |
| 2003 | Looney Tunes de Volta a Ação             | DJ Drake (dublagem)   |
| 2003 | Viva Sapato!                             | Fifi Capote           |
| 2004 | Sexo, Amor e Traição                     | Nestor                |
| 2007 | Lótus (curta-metragem)                   | Fábio                 |
| 2008 | A Guerra dos Rocha                       | César                 |
| 2009 | Flordelis - Basta uma Palavra para Mudar | Pr. Anderson do Carmo |
| 2016 | Pequeno Segredo                          | Vilfredo Schurmann    |

## Teatro
| Ano  | Título                         | Papel   |
| ---- | ------------------------------ | ------- |
| 1992 | As Alegres Comadres de Windsor |         |
| 1994 | O Tiro Que Mudou a História    |         |
| 1996 | O Monta Cargas                 |         |
| 1999 | Desgraças de Uma Criança       |         |
| 2000 | Paixão de Cristo               | João    |
| 2001 | Ponto de Vista                 | Dominic |
| 2003 | Paixão de Cristo               | Pilatos |
|      | As Bodas de Fígaro             |         |
|      | Tiradentes                     |         |
| 2009 | Vestido de Noiva               | Pedro   |
| 2012 | Macbeth                        | Macbeth |
| 2015 | Chaplin - O Musical            | Sidney  |

## Prêmios e Indicações
| Ano  | Prêmio                        | Categoria             | Trabalho             | Resultado | Ref.   |
| ---- | ----------------------------- | --------------------- | -------------------- | --------- | ------ |
| 1996 | 2ª Melhores do Ano            | Melhor Ator Revelação | O Rei do Gado        | Venceu    | [ 20 ] |
| 1997 | 2º Prêmio Contigo! de TV      | Melhor Ator Revelação | O Rei do Gado        | Venceu    | [ 21 ] |
| 2000 | Miami Brazilian Film Festival | Melhor ator de cinema | O Dia da Caça        | Venceu    | [ 22 ] |
| 2004 | 6º Prêmio Contigo! de TV      | Ator Coadjuvante      | Mulheres Apaixonadas | Indicado  | [ 23 ] |
| 2004 | Melhores do Ano               | Ator Coadjuvante      | Senhora do Destino   | Venceu    |        |
| 2008 | 10º Prêmio Contigo! de TV     | Ator Coadjuvante      | Paraíso Tropical     | Indicado  | [ 24 ] |